# Báránd (stacja kolejowa)
Báránd (węg. Báránd vasútállomás) – stacja kolejowa w Báránd, w komitacie Hajdú-Bihar, na Węgrzech. 
Stacja znajduje się na ważnej linii 101 Püspökladány – Biharkeresztes i obsługuje pociągi każdej kategorii. 

## Linie kolejowe
- Linia 101 Püspökladány – Biharkeresztes